# Esfeden
Esfeden (persiano, اسفدن) è una città dello shahrestān di Qa'enat, circoscrizione Centrale, nella provincia del Khorasan meridionale. Aveva, nel 2006, una popolazione di 3.145 abitanti. 